# Horslunde
Horslunde är en ort på ön Lolland i Danmark.   Den ligger i Lollands kommun och Region Själland, i den sydöstra delen av landet, 120 km sydväst om Köpenhamn. Horslunde ligger 19 meter över havet och antalet invånare är 627. Närmaste större samhälle är Nakskov, 10,0 km sydväst om Horslunde. Trakten runt Horslunde består till största delen av jordbruksmark.
Horslunde var fram till kommunreformen 2007 centralort i Ravnsborgs kommun.